# 三沢光広
三沢 光広（みさわ みつひろ、1927年（昭和2年）1月30日 - 2023年（令和5年）5月16日）は日本の政治家。塩尻市長（第5代）。 

## 経歴
長野県東筑摩郡塩尻町生まれ。長野県東筑摩農学校卒業。1946年から長野県農業会に勤務し、1948年から長野県農協中央会教育部生活課長、広報課長、教育部長、農政対策部長、審議役を歴任した。1983年から長野県議会議員を務め、地方社会保険医療協議会委員、長野県農協学園講師を兼任した。2期目の途中で辞職し、1990年9月に塩尻市長に当選、3期務め、2002年に引退した。在任中はレザンホールの建設などにあたった。2004年に旭日小綬章を受章。

## 著書
- 農協青年運動入門
- 農協広報入門